# Klinisch zorgpad
Een klinisch zorgpad of zorgtraject is de verzameling van methoden en hulpmiddelen om de leden van het multidisciplinair en inter-professioneel team op elkaar af te stemmen en taakafspraken te maken voor een specifieke patiëntenpopulatie.
Het is een concretisering van een zorgprogramma met als doel kwalitatieve en efficiënte zorgverlening te verzekeren. Het is een middel om een patiëntgericht programma op een systematische wijze te plannen en op te volgen.
Een klinisch zorgpad is een instrument dat binnen systemen van patiëntmanagement en zorgmanagement wordt gehanteerd. Binnen deze systemen worden problemen geanalyseerd, en worden plannen opgesteld om deze problemen op de meest efficiënte en effectieve wijze op te lossen. Deze plannen worden uitgevoerd en ten slotte geëvalueerd en eventueel bijgestuurd.
Uitgangspunt zijn de geobserveerde verschillen in de wijze waarop eenzelfde medisch probleem door verschillende practici kan worden benaderd. De bedoeling is dat, door het formuleren en in praktijk toepassen van richtlijnen of zorgpaden, deze variabiliteit in het medisch handelen kan worden gereduceerd en dat dit gaat leiden tot een meer homogene en betere kwaliteit van de zorg en in een betere beheersing van de middelen die daartoe worden ingezet.